# Kapalný dusík

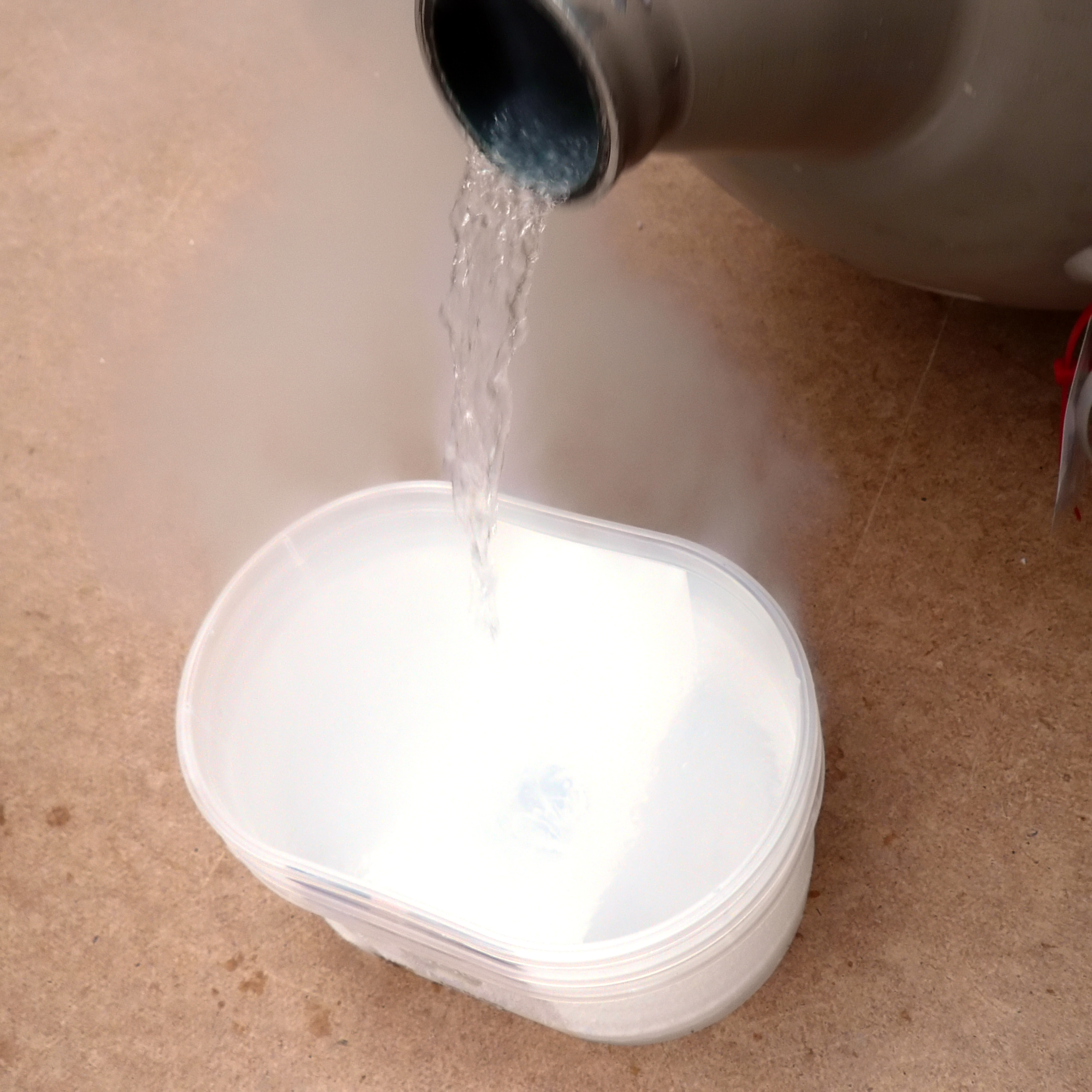
Kapalný dusík

Kapalný dusík je dusík převedený za nízké teploty do kapalného skupenství. Jeho teplota varu je kolem -196 °C. Vyrábí se frakční destilací zkapalněného vzduchu. Jedná se o bezbarvou kapalinu s viskozitou asi 10krát nižší, než má za pokojové teploty aceton (tedy přibližně 30krát nižší než u vody). Používá se jako chladivo.

## Vlastnosti
Dvouatomová struktura (N2) se po zkapalnění zachovává. Mezi molekulami působí jen velmi slabé Van der Waalsovy síly, což způsobuje neobvykle nízkou teplotu varu.
Kapalný dusík lze snadno ochladit na teplotu tuhnutí (−210 °C) umístěním do prostoru, ze kterého je odsáván vzduch.
Chladicí účinnost kapalného dusíku omezuje skutečnost, že při styku s teplejšími předměty se v důsledku Leidenfrostova jevu rychle odpařuje a pokrývá je vrstvou plynného dusíku. Rychlejšího ochlazení lze dosáhnout ponořením předmětu do směsi kapalného a pevného dusíku.

## Skladování
Protože kapalný dusík rychle zmrazuje tkáně, se kterými přijde do styku, musejí být nádoby jej obsahující tepelně izolovány. Často se skladuje ve vakuových nádobách, kde se udržuje stálá teplota 77 K pomalým odpařováním kapaliny. V těchto nádobách může vydržet několik hodin až týdnů. Rozvoj tlakových superizolovaných vakuových nádob umožnil skladování a přepravu kapalného dusíku po delší dobu, se ztrátami 2 % za den nebo i menšími.

## Použití
Kapalný dusík je snadno přepravovatelným zdrojem plynného dusíku, který nevyžaduje zvýšené tlaky. Jeho schopnost udržovat teploty pod bodem tuhnutí vody, měrná tepelná kapacita 1040 J⋅kg−1⋅K−1 a entalpie varu 200 kJ⋅kg−1 jej činí vhodným v mnoha oblastech, jako jsou:
- v kryoterapii odstraňování bradavic a aktinokeratózy
- uchovávání buněk pro laboratorní účely v nízkých teplotách
- v kryogenice
- jako zdroj suchého plynného dusíku
- k zamrazování potravin
- ke skladování krve a dalších biologických materiálů
- jako chladivo
  - v CCD čipech v astronomii
- při udržování supravodivosti u vysokoteplotních supravodičů
  - k udržování nízkých teplot okolo chladičů založených na kapalném heliu, používaných u supravodivých magnetů například v nukleární magnetické rezonanci
  - u nízkoteplotních chemických reakcí
  - při napodobování vesmírného prostředí během tepelného testování vesmírných sond[4]
- k uchovávání energie[5][6]

## Historie
První zkapalnění dusíku provedli v roce 1883 Zygmunt Wróblewski a Karol Olszewski na Jagellonské univerzitě.

## Bezpečnost

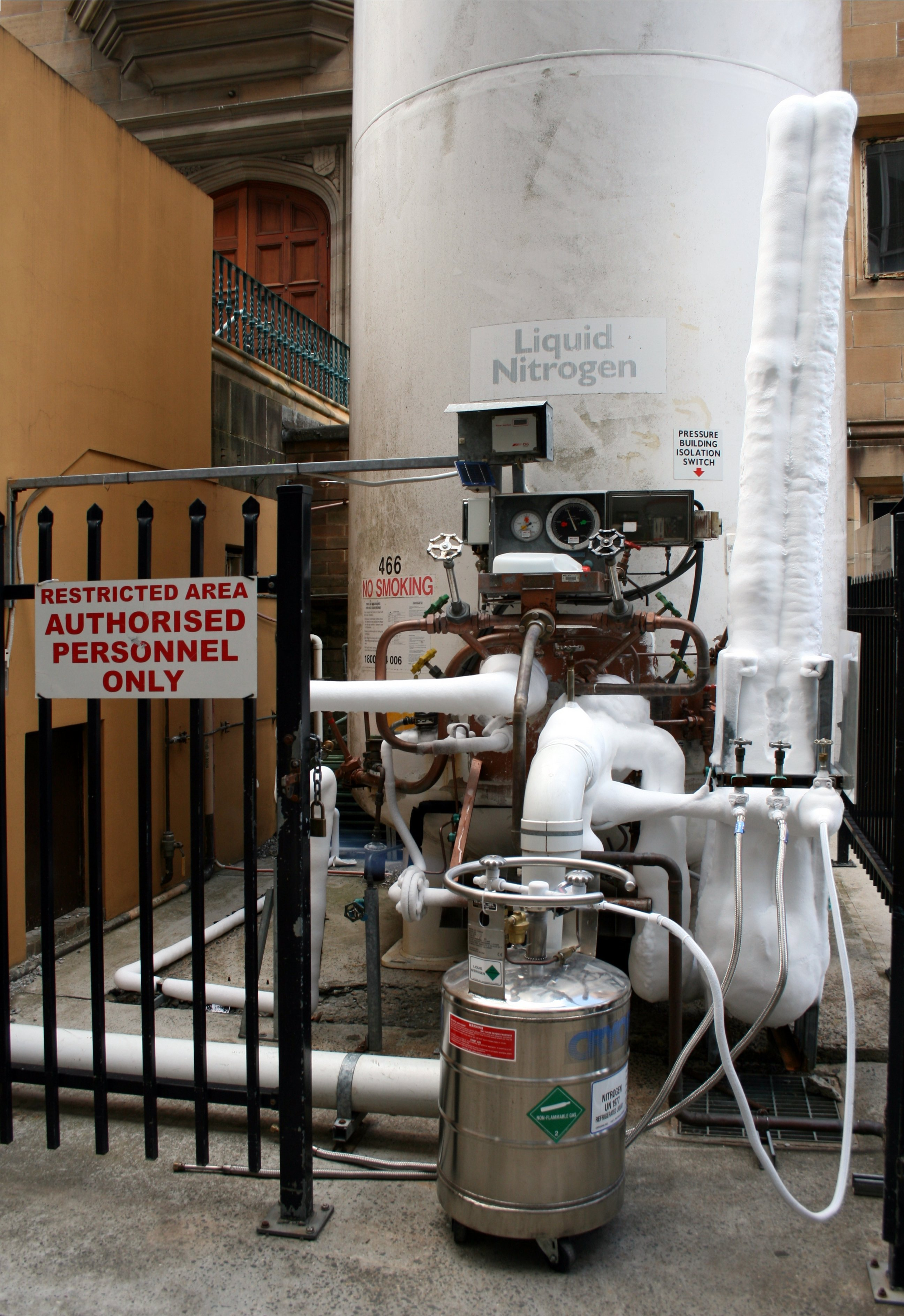
Plnění menší nádoby na kapalný dusík z cisterny

Vzhledem k jeho velmi nízké teplotě je třeba s kapalným dusíkem nakládat opatrně, jelikož jím chlazené předměty mohou způsobit omrzliny; únik či rozlití malého množství ale v důsledku Leidenfrostova jevu, kdy se vytváří izolační vrstva plynu, nepůsobí hned, podobně jako lehké dotknutí se horkého povrchu namočeným prstem.
Dusík při odpařování snižuje obsah kyslíku ve vzduchu a může tak, hlavně v uzavřených prostorech, způsobit udušení. Dusík je bezbarvý a bez chuti a zápachu, a udušení může nastat bez předchozích varovných signálů.
K upozornění na rozlití plynu v uzavřeném prostoru je možné použít kyslíková čidla.
Nádoby s kapalným dusíkem mohou ze vzduchu kondenzovat kyslík. Kapalina v takových nádobách vykazuje při odpařování dusíku zvýšený podíl kyslíku (teplota varu -183 °C), a může vyvolat nebezpečné oxidace organických látek.
Pozření kapalného dusíku vede k poškození tkání v důsledku jejich zmrazení a uvolnění velkého množství dusíku zahřátého tělesným teplem.

## Výroba
Kapalný dusík se vyrábí destilací zkapalněného vzduchu, nebo zkapalňováním čistého dusíku získaného adsorpcí při kolísání tlaku (pressure swing adsorption). Filtrovaný vzduch se stlačuje na vysoký tlak a následně ochlazuje zpět na pokojovou teplotu, kdy se poté rozpíná a snižuje tlak. Rozpínající vzduch se ochladí (v důsledku Joulova–Thomsonova jevu), a v dalších krocích složených z rozpínání a destilace se oddělují kyslík, dusík, a argon. Kapalný dusík lze vyrábět pro přímý prodej, nebo jako vedlejší produkt výroby kapalného kyslíku.